# IC 202
IC 202 ist eine Spiralgalaxie in Kantenstellung vom Hubble-Typ Sb im Sternbild Walfisch südlich des Himmelsäquators. Sie ist rund 409 Millionen Lichtjahre von der Milchstraße entfernt und hat einen Durchmesser von etwa 170.000 Lj. 

Im selben Himmelsareal befinden sich u. a. die Galaxien IC 199, IC 201, IC 203, IC 1778.
Das Objekt wurde am 5. Dezember 1893 vom französischen Astronomen Stéphane Javelle entdeckt.